# Iceve-maci
L'iceve-maci és una llengua que es parla a la regió del sud-oest del Camerun i a Nigèria. Al Camerun es parla a la zona de la ciutat d'Akwaya, a la divisió Manyu. A Nigèria es parla a la zona fronterera amb Camerun a la LGA d'Obanliku, a l'estat de Cross River.
L'iceve-maci és una llengua de la família lingüística de les llengües Tivoid, que són llengües bantus meridionals. Les altres llengües d'aquesta família són l'abon, l'ambo, el balo, el batu, el bitare, el caka, l'eman, l'esimbi, l'evant, l'ipulo, el manta, el mesaka, l'osatu, l'otank i el tiv.
L'iceve-maci és una llengua de tipus SVO i tonal.

## Ús i dialectologia
L'iceve-maci és una llengua que gaudeix d'un ús vigorós (6a). Tot i que no està estandarditzat, és parlat per gent de totes les edats. També gaudeix d'actituds positives i té programes de ràdio. És una llengua que no té escriptura.
Els principals dialectes de la llengua són l'iceve i el maci. Altres dialectes són l'icheve i l'oliti.

## Població i religió
El 74% dels 12.000 parlants d'iceve-maci del Camerun són cristians; d'aquests, el 64% són catòlics, el 30% pertanyen a altres religions cristianes, el 3% pertanyen a esglésies cristianes independents i el 3% són protestants. El 26% restants creuen en religions tradicionals africanes.
El 80% dels 3.300 parlants d'iceve-maci de Nigèria són cristians; d'aquests, el 60% són protestants i el 40% pertanyen a esglésies cristianes independents. El 20% restants creuen en religions tradicionals africanes.